# Andreas Lenz
Andreas Lenz (* 23. April 1981 in Ebersberg) ist ein deutscher Politiker (CSU) und promovierter Betriebswirt. Er ist seit 2013 Mitglied des Deutschen Bundestages für den Wahlkreis Erding – Ebersberg und seit Mai 2025 wirtschafts- und energiepolitischer Sprecher der CDU/CSU-Bundestagsfraktion.

## Leben und Beruf
Lenz entstammt einer landwirtschaftlichen Familie. Er wuchs mit zwei Geschwistern auf dem elterlichen Bauernhof im oberbayerischen Kirchdorf Jakobneuharting auf, das zur Gemeinde Frauenneuharting gehört.
Nach seiner Ausbildung zum Bankkaufmann absolvierte er berufsbegleitend eine Weiterbildung zum Bankfachwirt. Seinen Grundwehrdienst leistete Lenz 2001 beim Gebirgsjägerbataillon 232 in Berchtesgaden/Strub, wo er Rekrutensprecher war. Danach besuchte er die Berufsoberschule Rosenheim, die er 2004 mit dem Abitur abschloss.
Von 2004 bis 2008 studierte Lenz Betriebswirtschaftslehre an der Hochschule Rosenheim mit Schwerpunkt auf Steuern, Wirtschaftsprüfung & Controlling sowie Internationales Management. Ein Auslandssemester führte ihn 2006 an die University of Hertfordshire in Großbritannien. Nach erfolgreichem Auswahlverfahren nahm er von 2007 bis 2008 studienbegleitend an einem zweijährigen Förderprogramm der Bayerischen EliteAkademie (Förderinstitution der bayerischen Wirtschaft und Universitäten) für junge Führungstalente zu den Themen Führung und Verantwortung teil. Lenz ist Mitinitiator des Ideenwettbewerbs GENERATION-D - Ideen für Deutschland. Er promovierte 2012 an der Ludwig-Maximilians-Universität München. Währenddessen förderte ihn die Studenten- und Graduiertenförderung der Konrad-Adenauer-Stiftung.
Berufserfahrung sammelte Lenz als Wissenschaftlicher Mitarbeiter an der LMU, bei der Allianz sowie bei der Münchener Unternehmensberatung R/G/E Rolvering, Germann & Effing.

## Politischer Werdegang

### Partei und Kommunalpolitik
Lenz trat 1997 der Jungen Union und 2003 der Christlich-Sozialen Union (CSU) bei. Sein aktives politisches Engagement begann 2002 als JU-Ortsvorsitzender. Von 2005 bis 2016 war er stellvertretender Kreisvorsitzender der Jungen Union im Kreis Ebersberg. Im Jahr 2008 wurde er erstmals in den Ebersberger Kreistag gewählt, dem er seitdem ununterbrochen angehört. Außerdem ist er seit 2009 Ortsvorsitzender der CSU Frauenneuharting, ab 2013 zusätzlich stellvertretender Vorsitzender des CSU-Kreisverbandes Ebersberg.

### Abgeordneter im Bundestag
Lenz zog bei der Bundestagswahl 2013 über das Direktmandat im Bundestagswahlkreis Erding – Ebersberg erstmals in den Bundestag ein. Er setzte sich mit 55,4 Prozent der Erststimmen deutlich gegen den SPD-Kandidaten Ewald Schurer durch und trat die Nachfolge von Maximilian Lehmer (CSU) an, der auf eine erneute Kandidatur verzichtet hatte. In der 18. Wahlperiode war Lenz ordentliches Mitglied im Ausschuss für Wirtschaft und Energie sowie Obmann der CDU/CSU-Fraktion im Parlamentarischen Beirat für nachhaltige Entwicklung. Darüber hinaus war er stellvertretendes Mitglied im Finanzausschuss, dem Ausschuss für Bildung, Forschung und Technikfolgenabschätzung sowie im Unterausschuss für regionale Wirtschaftspolitik und ERP-Wirtschaftspläne.
Auch bei der Bundestagswahl 2017 konnte Lenz das Direktmandat mit 48,2 Prozent der Erststimmen erneut gewinnen. In der 19. Wahlperiode blieb er ordentliches Mitglied im Ausschuss für Wirtschaft und Energie, in dem er unter anderem Berichterstatter für die Themen Brexit, Energieeffizienz und gesamtwirtschaftliche Entwicklung war. Außerdem gehörte er der Kommission für Wachstum, Strukturwandel und Beschäftigung („Kohlekommission“) als nicht stimmberechtigtes Mitglied an. Lenz übernahm den Vorsitz des Parlamentarischen Beirats für Nachhaltige Entwicklung sowie der Deutsch-Britischen Parlamentariergruppe und wirkte im Parlamentarischen Begleitgremium zur COVID-19-Pandemie mit.
Das Direktmandat im Bundestagswahlkreis Erding – Ebersberg sicherte sich Lenz auch bei der Bundestagswahl 2021, bei der er 42,3 Prozent der Erststimmen erhielt. Während der 20. Wahlperiode war er ordentliches Mitglied im Ausschuss für Klimaschutz und Energie sowie stellvertretendes Mitglied im Finanzausschuss und im Parlamentarischen Beirat für nachhaltige Entwicklung. Er übernahm zudem den stellvertretenden Vorsitz der Deutsch-Japanischen Parlamentariergruppe und war fachpolitischer Sprecher für Energie und Nachhaltigkeit der CSU-Landesgruppe. Im Juni 2024 wurde er zum Obmann der CDU/CSU-Fraktion im 2. Untersuchungsausschuss der 20. Wahlperiode des Deutschen Bundestages gewählt.
Bei der vorgezogenen Bundestagswahl 2025 gewann er zum vierten Mal in Folge das Direktmandat im Wahlkreis Erding – Ebersberg, diesmal mit 45,9 Prozent der Erststimmen. Zu Beginn der 21. Wahlperiode wählte ihn die CDU/CSU-Fraktion zum Vorsitzenden ihrer Arbeitsgruppe Wirtschaft und Energie. Er ist Mitglied im gleichnamigen Ausschuss sowie stellvertretendes Mitglied in den Ausschüssen für die Angelegenheiten der Europäischen Union und für Arbeit und Soziales.

## Politische Positionen
Als einziger Abgeordneter der CSU-Landesgruppe stimmte Lenz im Oktober 2019 für einen Antrag der Grünen zur Einführung einer generellen Geschwindigkeitsbegrenzung von 130 km/h auf deutschen Autobahnen.
Im Zuge der Novelle des Erneuerbare-Energien-Gesetzes (EEG) 2021 setzte er sich nach eher zurückhaltenden Plänen im Regierungsentwurf im politischen Verfahren für eine stärkere Förderung verschiedener erneuerbarer Energieformen ein, darunter große Photovoltaik-Dachanlagen, Agri-Photovoltaik, Geothermie und Wasserkraft.
Das Heizungsgesetz  lehnte Lenz 2023 in seiner ursprünglichen Form ab und übte deutliche Kritik am Bundeswirtschaftsministerium unter Robert Habeck wegen mangelnder Transparenz und personeller Verflechtungen. Er verwies früh auf die zentrale Rolle von Staatssekretär Patrick Graichen, insbesondere auf mögliche Interessenkonflikte in dessen Umfeld und aufgrund dessen früherer Tätigkeit als Direktor von Agora Energiewende. Lenz thematisierte zudem als erster Abgeordneter öffentlich im Bundestag Graichens „Trauzeugen-Affäre“, was breite mediale Resonanz fand.

## Ehrenamtliches Engagement und Mitgliedschaften
Lenz war früh in der katholischen Landjugendbewegung als Kreisvorsitzender aktiv. Er ist Mitglied in mehreren Vereinen, darunter die Freiwillige Feuerwehr Frauenneuharting und der Burschenverein Jakobneuharting. Für 25 Jahre aktiven Dienst bei der Feuerwehr erhielt er im Mai 2024 das Feuerwehr‑Ehrenzeichen in Silber.
Er ist Mitglied der überparteilichen Europa-Union Deutschland, die sich für ein föderales Europa und den europäischen Einigungsprozess einsetzt.